# Ogma
În mitologia celtică, Ogma este zeul elocvenței, al cuvântului. El stăpânește uriașa putere pe care o au cuvintele asupra oamenilor. Este fiul zeiței Dana și frate cu zeul Dagda, celții considerându-l drept inventatorul alfabetului antic Ogham, alfabet folosit în vechile scrieri irlandeze. Ogma este reprezentat ca un bătrân îmbrăcat în piele de leu și ținând într-o mână o măciucă, iar în cealaltă un arc, târând după el un grup de bărbați cu ajutorul unor lanțuri care pornesc din gura sa și sunt legate de urechile acestora. 
Pe unele monede reprezentarea zeului este încă și mai simbolică: din capul lui buclat pleacă o mulțime de sfori care îl leagă de alte capete, mai mici.
Cuchulainn este o reprezentare a acestui zeu.